# Słucki zbrojny czyn (film)
Słucki zbrojny czyn (Nieznana Białoruś) (biał. Слуцкі збройны чын (Невядомая Беларусь), Słucki zbrojny czyn (Niewiadomaja Biełaruś)) – film dokumentalno-publicystyczny o powstaniu słuckim 1920 roku. W filmie wykorzystano kadry z filmu artystycznego „Na czarnych lodach”.
Film, stworzony w ramach projektu „Nieznana Białoruś” dla nadawanej z Polski białoruskojęzycznej telewizji Biełsat TV opowiada o mało znanych stronach historii Białorusi lat dwudziestych XX wieku. Film poświęcony jest powstaniu słuckiemu, którego uczestnicy walczyli z Armią Czerwoną o niepodległość Białoruskiej Republiki Ludowej. Głównym celem filmu było zwalczanie mitu o tym, że Białoruś powstała 1 stycznia 1919 roku wraz z utworzeniem bolszewickiej Białoruskiej Socjalistycznej Republiki Radzieckiej, a wcześniej nie posiadała swej państwowości.